# Londrina EC
Az Londrina Esporte Clube, egy brazil labdarúgócsapat, melyet 1956. április 5-én alapítottak Londrina városában. Az országos harmadik osztályban, a Série C-ben és a Paranaense Série Ouro tagja.

## Sikerlista

### Állami
- 4-szeres Paranaense bajnok: 1962, 1981, 1992, 2014

## Játékoskeret
2015-től
| #  |     | Poszt | Név                |
| -- | --- | ----- | ------------------ |
| 23 | BRA | K     | Guilherme          |
| 1  | BRA | K     | Vitor              |
| 12 | BRA | K     | Marcelo            |
| 13 | BRA | V     | Leonardo Dagostini |
| 3  | BRA | V     | Dirceu             |
|    | BRA | V     | Alyson             |
|    | BRA | V     | Dipão              |
|    | BRA | V     | Matheus            |
| 14 | BRA | V     | Marcondes          |
|    | BRA | V     | Maicon             |
| 2  | BRA | V     | Lucas Ramon        |
| 6  | BRA | V     | Allan              |
| 15 | BRA | V     | Diego Prates       |
| 5  | BRA | KP    | Diogo Roque        |

| #  |     | Poszt | Név                |
| -- | --- | ----- | ------------------ |
| 16 | BRA | KP    | Anderson           |
| 7  | BRA | KP    | Bidía              |
| 4  | BRA | KP    | Silvio             |
| 8  | BRA | KP    | Léo Maringá        |
| 10 | BRA | KP    | Celsinho           |
| 17 | BRA | KP    | Rone Dias          |
| 22 | BRA | KP    | Robinho            |
|    | BRA | KP    | Murilo             |
|    | BRA | KP    | Davi Ceará         |
| 20 | BRA | KP    | Paulinho           |
| 18 | BRA | KP    | Alexandre Oliveira |
| 21 | BRA | KP    | Madison            |
| 9  | BRA | KP    | Bruno Batata       |